# Owensville (Ohio)
Owensville – wieś w Stanach Zjednoczonych, w stanie Ohio, w hrabstwie Clermont.